# 1050

## Esdeveniments
- Primera documentació escrita del nom de Sabadell
- Guerra entre Suècia i Finlàndia
- Missioners budistes expliquen la seva doctrina al Tibet
- Fundació de Tombuctú i d'Oslo

## Necrològiques
- Guerau I de Cabrera, Senyor de Cabrera i Vescomte de Girona.